# Лангиньео (департамент)
Департамент Лангиньео  (исп. Departamento de Languiñeo) — департамент в Аргентине в составе провинции Чубут.
Территория — 15339 км². Население — 3085 человек. Плотность населения — 0,20 чел./км².
Административный центр — Текка.

## География
Департамент расположен на западе провинции Чубут.
Департамент граничит:
- на севере — с департаментом Кусамен
- на востоке — с департаментами Гастре, Пасо-де-Индиос
- на юге — с департаментом Теуэльчес
- на западе — с Чили

## Административное деление
Департамент включает 5 муниципалитетов:
- Альдея-Эпулеф
- Карренлеуфу
- Колан-Конуэ
- Пасо-дель-Сапо
- Текка

## Важнейшие населенные пункты[3]
| № | Населённый пункт | Населённый пункт (исп.) | Категория | Население чел. (2010) | На карте                        |
| - | ---------------- | ----------------------- | --------- | --------------------- | ------------------------------- |
| 1 | Текка            | Tecka                   | поселок   | 1237                  | 43°29′35″ ю. ш. 70°48′38″ з. д. |
| 2 | Пасо-дель-Сапо   | Paso del Sapo           | поселок   | 472                   | 42°44′05″ ю. ш. 69°36′35″ з. д. |
| 3 | Карренлеуфу      | Carrenleufú             | поселок   | 317                   | 43°35′13″ ю. ш. 71°42′07″ з. д. |
| 4 | Колан-Конуэ      | Colan Conhué            | поселок   | 262                   | 43°14′32″ ю. ш. 69°55′46″ з. д. |
| 5 | Альдея-Эпулеф    | Aldea Epulef            | поселок   | 247                   | 43°19′15″ ю. ш. 69°41′35″ з. д. |